# F.P.1 svarar ej
F.P.1 svarar ej (F.P. 1 antwortet nicht) är en tysk sci fi-film från 1932 i regi av Karl Hartl. Manuset skrevs av Walter Reisch och Kurt Siodmak, efter en roman av Siodmak. Den spelades samtidigt in i en fransk och en engelsk version. Den franska hade Charles Boyer i huvudrollen, och den engelska Conrad Veidt. Filmen handlar om en stor landningsplattform för flygplan belägen mitt i Atlanten.

## Rollista
- Hans Albers - Ellissen
- Sybille Schmitz - Claire Lennartz
- Paul Hartmann - Droste
- Peter Lorre - "Foto-Johnny"
- Hermann Speelmans - ingenjör Damsky
- Paul Westermeier - skeppsbruten
- Gustav Püttjer - falsettrösten
- Erik Ode - Konrad
- Georg John - maskinist
- Rudolf Platte - radioman
- Friedrich Gnaß - radioman